# Erik Hoffmann
Erik Hoffmann (Vinduque, 22 de agosto de 1981) é um ciclista de estrada profissional namibiano que representou o seu país nos Jogos Olímpicos de 2008, em Pequim, onde terminou em vigésimo primeiro lugar, no individual.